# Irina Bażenowa
Irina Wiktorowna Bażenowa (ros. Ирина Викторовна Баженова, ur. 6 czerwca 1978 w Omsku) – rosyjska szablistka, dwukrotna medalistka mistrzostw świata.
Podczas mistrzostw świata w Nîmes w 2001 roku Rosjanki w składzie: Jelena Nieczajewa, Natalja Makiejewa, Irina Bażenowa i Jelizawieta Gorst zdobyły złoty medal w zawodach drużynowych. W tej samej konkurencji zdobyła również złoto na mistrzostwach świata w Lizbonie rok później. Była też między innymi czwarta drużynowo na mistrzostwach świata w Seulu w 1999 roku.
Zdobyła złoty medal drużynowo na mistrzostwach Europy w Funchal w 2000 roku. Zdobyła również złoto drużynowo i brąz indywidualnie na mistrzostwach Europy w Bourges w 2003 roku.
Nigdy nie wzięła udziału w igrzyskach olimpijskich.
Po zakończeniu kariery została trenerką.